# Татеяма (гора)
Татея́ма (яп. 立山) — гора, расположенная на юго-востоке префектуры Тояма в Японии. Один из самых высоких пиков горного хребта Хида. Вместе с горой Фудзи и горой Хаку, входит в число «Трёх Священных Гор» (Санрэйдзан). Сезон восхождения начинается в апреле и заканчивается в ноябре. Первое восхождение совершено Саэки но Ариёри, в период господства Асука. 4 декабря 1934 года гора включена в состав Национального Парка Тюбу-Сангаку. Гора состоит в основном из гранита и гнейса.

## Название
Японское название «Татеяма» состоит из двух иероглифов, означающих «стоять» (立) и «гора» (山). Также Татеяма — название небольшого вулкана, расположенного в 2 км к западу от горы.

## География

### Расположение
Гора Татеяма расположена в юго-восточной части префектуры Тояма. У основания горы расположен посёлок Татеяма, к которому можно доехать на поезде из столицы префектуры — города Тояма.

### Достопримечательности горы
Через гору проходит экскурсионный маршрут «Tateyama Kurobe Alpine», пользующийся большой популярностью у туристов.
На вершине горы расположено святилище Ояма, где посетители могут получить от священника благословение и горячее сакэ. Также на вершине расположена зона отдыха, где можно купить еду и сувениры.
На плато Муродо расположены торговый район и горячие источники.
В ясные дни с горы можно увидеть водопады Сёмё — самые высокие водопады в Японии.

### Близлежащие горы

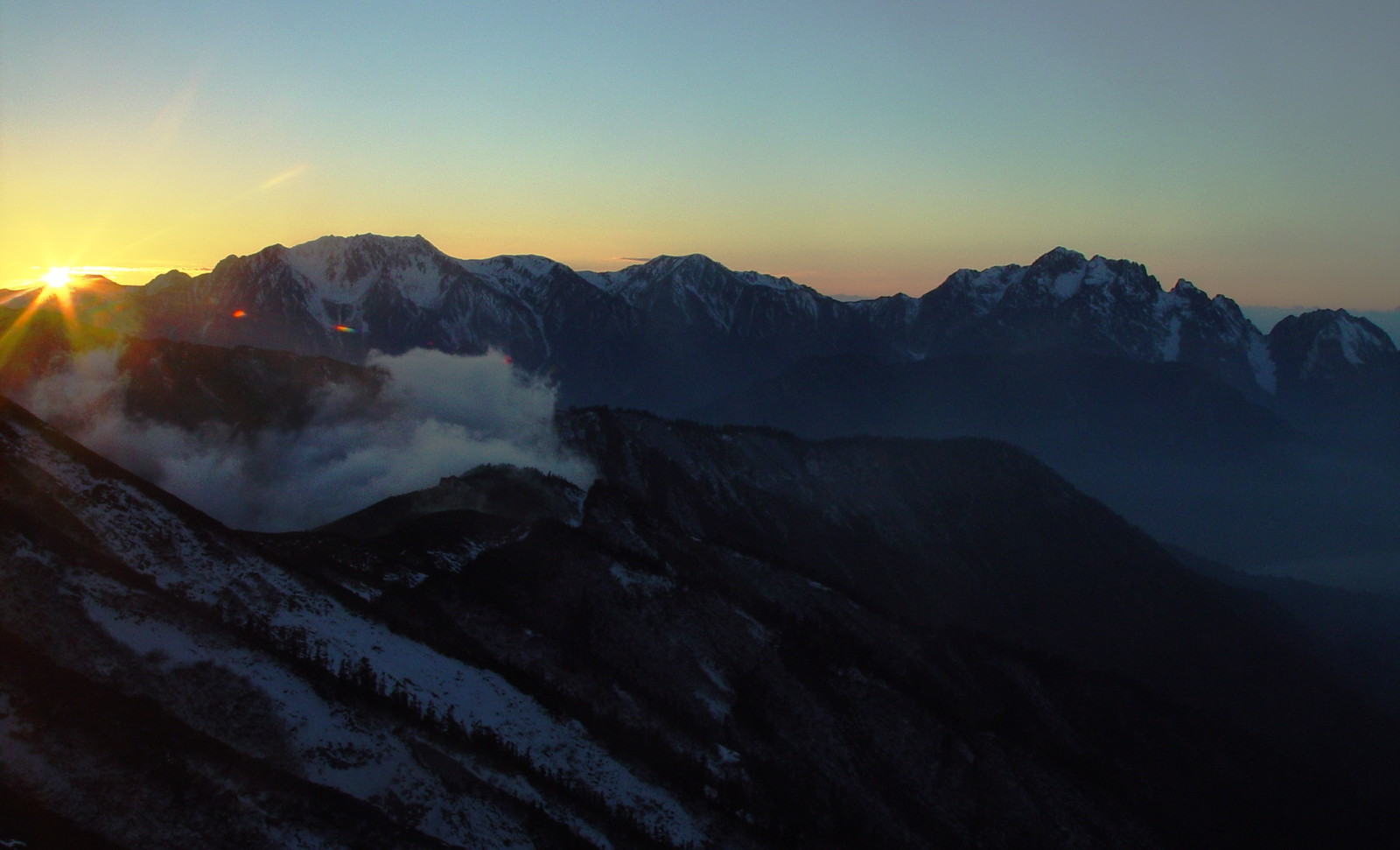
Гора Татеяма, Бэссан и Цуруги,
вид с горы Касимаяри

| Image | Гора                   | Высота | Расстояние и направление от вершины | Примечание                                                                      |
| ----- | ---------------------- | ------ | ----------------------------------- | ------------------------------------------------------------------------------- |
|       | Гора Цуруги 剱岳       | 2999 м | 5,3 км на север                     | входит в список 100 знаменитых гор Японии                                       |
|       | Гора Бэссан 別山       | 2880 м | 2,4 км на север                     |                                                                                 |
|       | Гора Татеяма 立山      | 3015 м |                                     | входит в список 100 знаменитых гор Японии самая высокая гора в префектуре Тояма |
|       | Гора Рюо 龍王岳        | 2872 м | 1,7 км на юго-запад                 |                                                                                 |
|       | Гора Хариноки 針ノ木岳 | 2820 м | 7,2 км на юго-восток                | входит в список 200 знаменитых гор Японии                                       |
|       | Гора Акауси 赤牛岳     | 2864 м | 12,8 км на юг                       | входит в список 200 знаменитых гор Японии                                       |
|       | Гора Якуси 薬師岳      | 2926 м | 13,7 км на юго-запад                | входит в список 100 знаменитых гор Японии                                       |

### Реки
На склонах горы берут начало несколько рек, которые впадают в Японское море.
- река Хаяцуки
- Цуругисава, приток реки Куробэ

## Вид на Гору Татеяма
| Вид с горы Хигаси-Итинокоси | Вид с горы Бэссан | Гора Татеяма и Гора Цуруги, вид с горы Дзии | Гора Татеяма и Гора Цуруги, вид с горы Асахи |
| --------------------------- | ----------------- | ------------------------------------------- | -------------------------------------------- |
|                             |                   |                                             |                                              |